# Agustín Roberto Radrizzani

Erzbischofswappen von Agustín Roberto Radrizzani

Agustín Roberto Radrizzani SDB (* 22. September 1944 in Avellaneda; † 2. September 2020) war ein argentinischer Ordensgeistlicher und römisch-katholischer Erzbischof von Mercedes-Luján.

## Leben
Nachdem er am 5. Januar 1968 in die Ordensgemeinschaft der Salesianer Don Boscos eingetreten war, absolvierte er eine theologische Ausbildung, unter anderem in Turin. Dort empfing er am 25. März 1972 die Priesterweihe. Er war in seiner Orden tätig, unter anderem als Novizenmeister und Regens.
Am 14. Mai 1991 wurde er durch Papst Johannes Paul II. zum Bischof von Neuquén ernannt. Er empfing am 20. Juli 1991 von seinem salesianischen Mitbruder Argimiro Daniel Moure Piñeiro, dem Bischof von Comodoro Rivadavia die Bischofsweihe. Mitkonsekratoren waren der Altbischof von Neuquén, Jaime de Nevares SDB, und der Bischof von San Justo, Jorge Meinvielle SDB. Die Amtseinführung fand am 17. August statt.
Am 24. April 2001 wurde er zum Bischof von Lomas de Zamora ernannt und am 23. Juni 2001 in das Amt eingeführt. Sechs Jahre später wurde er am 27. Dezember 2007 durch Papst Benedikt XVI. zum Erzbischof von Mercedes-Luján ernannt.
Am 4. Oktober 2019 nahm Papst Franziskus seinen altersbedingten Rücktritt an. Er starb an den Folgen von COVID-19-Pandemie in Argentinien.